# Suigetsukai
Das Suigetsukai (jap. 水月会, auch 水月會) ist eine Faktion innerhalb der japanischen Liberaldemokratischen Partei (LDP). Sie ist die jüngste und zweitkleinste Faktion der LDP und wurde 2015 von Shigeru Ishiba gegründet, weshalb sie meistens als Ishiba-Faktion (石破派, Ishiba-ha) bezeichnet wird. Ihr gehören 18 LDP-Abgeordnete des Unterhauses und 2 des Oberhauses an, zudem ist sie mit Norihisa Tamura als Gesundheits- und Arbeitsminister am regierenden Kabinett Suga beteiligt.

## Geschichte
Nachdem der LDP-Vorsitzende und Premierminister Shinzō Abe am 8. September 2015 ohne Gegenkandidaten erneut zum Parteivorsitzenden gewählt worden war, verkündete der damalige faktionslose Staatsminister für nationale strategische Sonderzonen Shigeru Ishiba, er wolle die de facto von ihm geleitete „Verbindungskonferenz von Faktionslosen“ (無派閥連絡会 Muhabatsu Renrakukai) auflösen und eine eigene Faktion gründen. Am 28. September wurde der Name der Faktion, Suigetsukai, bekanntgegeben. Er wurde von einem Abt (住職, Jūshoku) eines der Rinzai-shū angehörigen Tempels in Taitō ausgewählt und stammt vom Satz Suigetsudōjō ni zasu (水月道場に坐す, etwa „ins Suigetsu-Dōjō setzen“)  aus der Zen-Sprache. Er setzt sich aus den Kanji „水“ (sui oder mizu, u. a. „Wasser“) und „月“ (getsu oder tsuki, u. a. „Mond“) zusammen und soll in etwa „Mit reinem Verstand den Anforderungen des Zeitalters begegnen“ bedeuten. Da sich Ishiba in seiner Zeit als Generalsekretär der LDP gegen den ausgeprägten Faktionalismus der LDP gestellt hatte, wurde er parteiintern für die Faktionsgründung kritisiert und infolgedessen u. a. auch nicht von Nahestehenden wie z. B. Yasukazu Hamada unterstützt. Nichtsdestotrotz traten schließlich 20 Abgeordnete der Suigetsukai bei, was deshalb von Bedeutung ist, weil bei der Kandidatur zur Wahl des Vorsitzenden der LDP Nominierungen von mindestens 20 Abgeordneten vorausgesetzt werden.
Bei der Wahl des Parteivorsitzenden im September 2020 landete Ishiba hinter Yoshihide Suga und Fumio Kishida auf dem letzten Platz. Als Folge trat Ishiba im Oktober als Faktionsvorsitzender zurück. Dieser Posten wird seit Dezember 2020 kommissarisch von Ichirō Kamoshita, Masazumi Gotōda, Mamoru Fukuyama und Hiroyuki Togashi ausgeübt.

## Mitglieder
Stand: 1. Februar 2018
- Unterhaus
  - Shigeru Ishiba (Tottori 1, 11. Amtszeit; vorher Nukaga→faktionslos)
  - Yūji Yamamoto (PR Shikoku, 10. Amtszeit; vorher Santō)
  - Ichirō Kamoshita (Tokio 13, 9. Amtszeit; vorher Nukaga)
  - Tatsuya Itō (Tokio 22, 8. Amtszeit; vorher Nukaga)
  - Norihisa Tamura (Mie 4, 8. Amtszeit; vorher Nukaga)
  - Masazumi Gotōda (Tokushima 1, 7. Amtszeit; vorher faktionslos)
  - Yoshihisa Furakawa (Miyazaki 3, 6. Amtszeit; vorher Yamasaki)
  - Ryōsei Akazawa (Tottori 2, 5. Amtszeit; vorher faktionslos)
  - Masaaki Taira (Tokio 4, 5. Amtszeit; vorher Yamasaki→faktionslos)
  - Ken Saitō (Chiba 7, 4. Amtszeit; vorher faktionslos)
  - Tōru Ishizaki (Niigata 1, 3. Amtszeit; vorher faktionslos)
  - Hiroaki Kadoyama (PR Süd-Kantō, 3. Amtszeit; vorher faktionslos)
  - Saichi Kamiyama (Saitama 7, 3. Amtszeit; vorher faktionslos)
  - Yoshinori Tadokoro (Ibaraki 1, 3. Amtszeit; vorher faktionslos)
  - Hiroyuki Togashi (Akita 1, 3. Amtszeit; vorher faktionslos)
  - Mamoru Fukuyama (PR Shikoku, 3. Amtszeit; vorher faktionslos)
  - Tetsuya Yagi (PR Tōhoku, 3. Amtszeit; vorher faktionslos)
  - Takashi Yamashita (Okayama 2, 3. Amtszeit; vorher faktionslos)
- Oberhaus
  - Satoshi Nakanishi (Nationale Verhältniswahl, 1. Amtszeit; vorher faktionslos)
  - Shōji Maitachi (Tottori, 1. Amtszeit; vorher Nukaga)

### Ehemalige Mitglieder
- Masaru Wakasa (Tokio 10, 2. Amtszeit; vorher faktionslos, wechselte im Juli 2017 zur Tomin First no Kai und beteiligte sich an der Gründung der Kibō no Tō)